# Ruoholahdenkatu
Ruoholahdenkatu est une rue du quartier de Kamppi à Helsinki en Finlande.

## Présentation
La rue par du rond point d'Albertinkatu et Malminrinne, longe le bosquet des enfants, croise Abrahaminkatu et Hietalahdenkatu et la Baana puis se termine en Ruoholahdenranta.

## Bâtiments
- 2, Fredrikinlinna
- 14, Immeuble, Kurt Simberg
- 21, Siège de Siili
- 23, Usine de tabac Fennia, Valter Jung

## Galerie

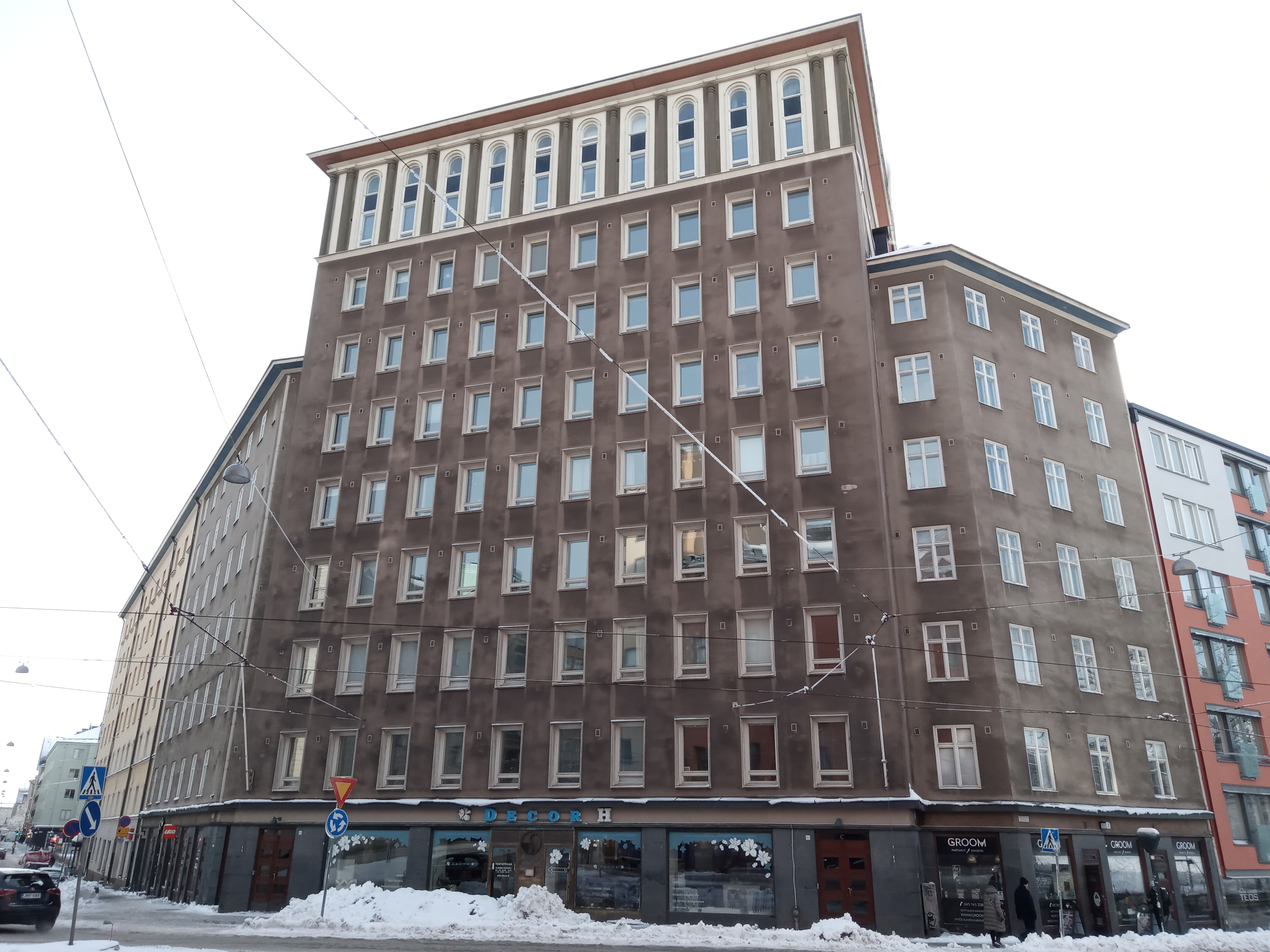
Fredrikinlinna, Ruoholahdenkatu 2.
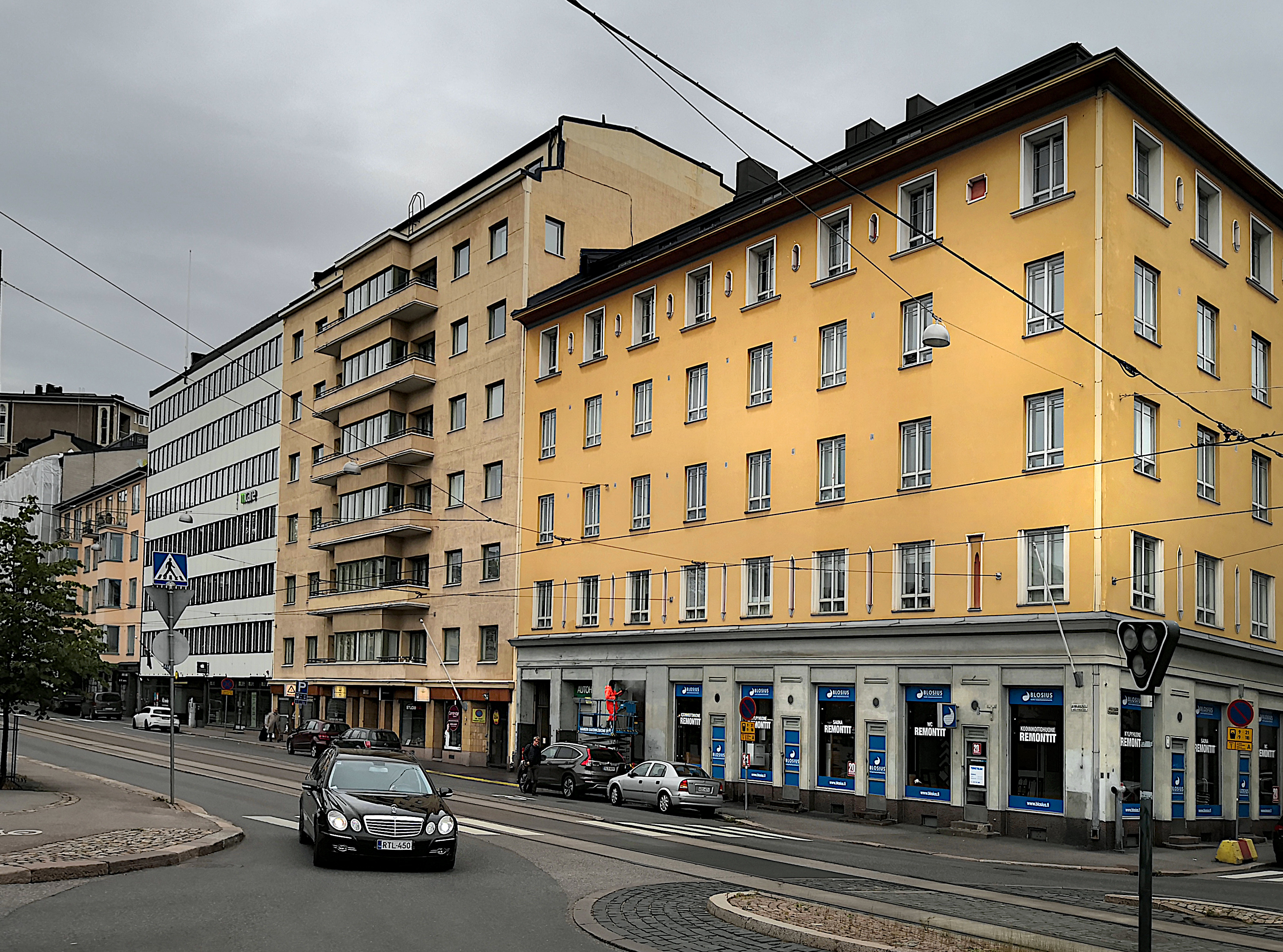
Ruoholahdenkatu 12-8.
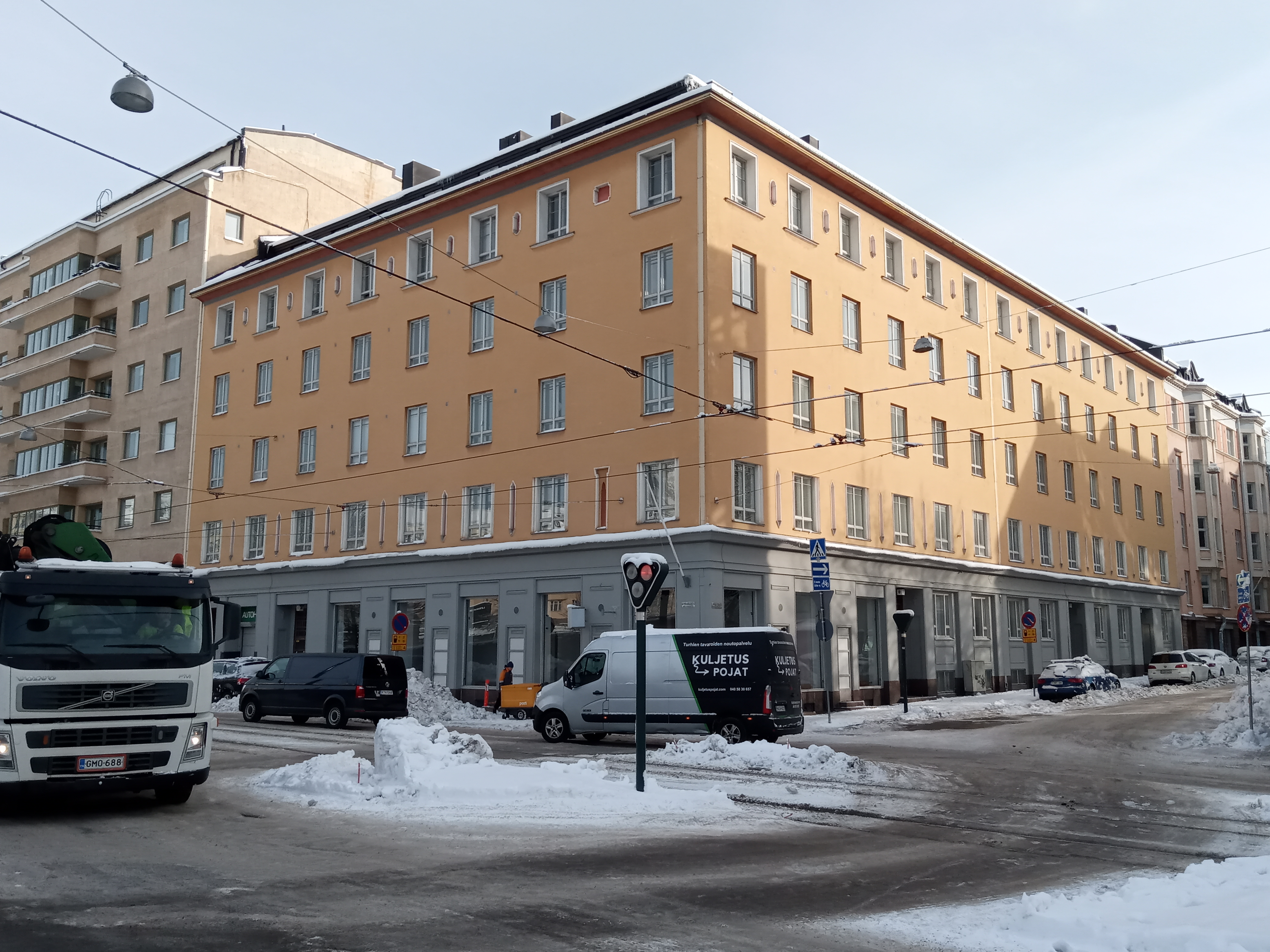
Ruoholahdenkatu 12 - Abrahaminkatu 17.
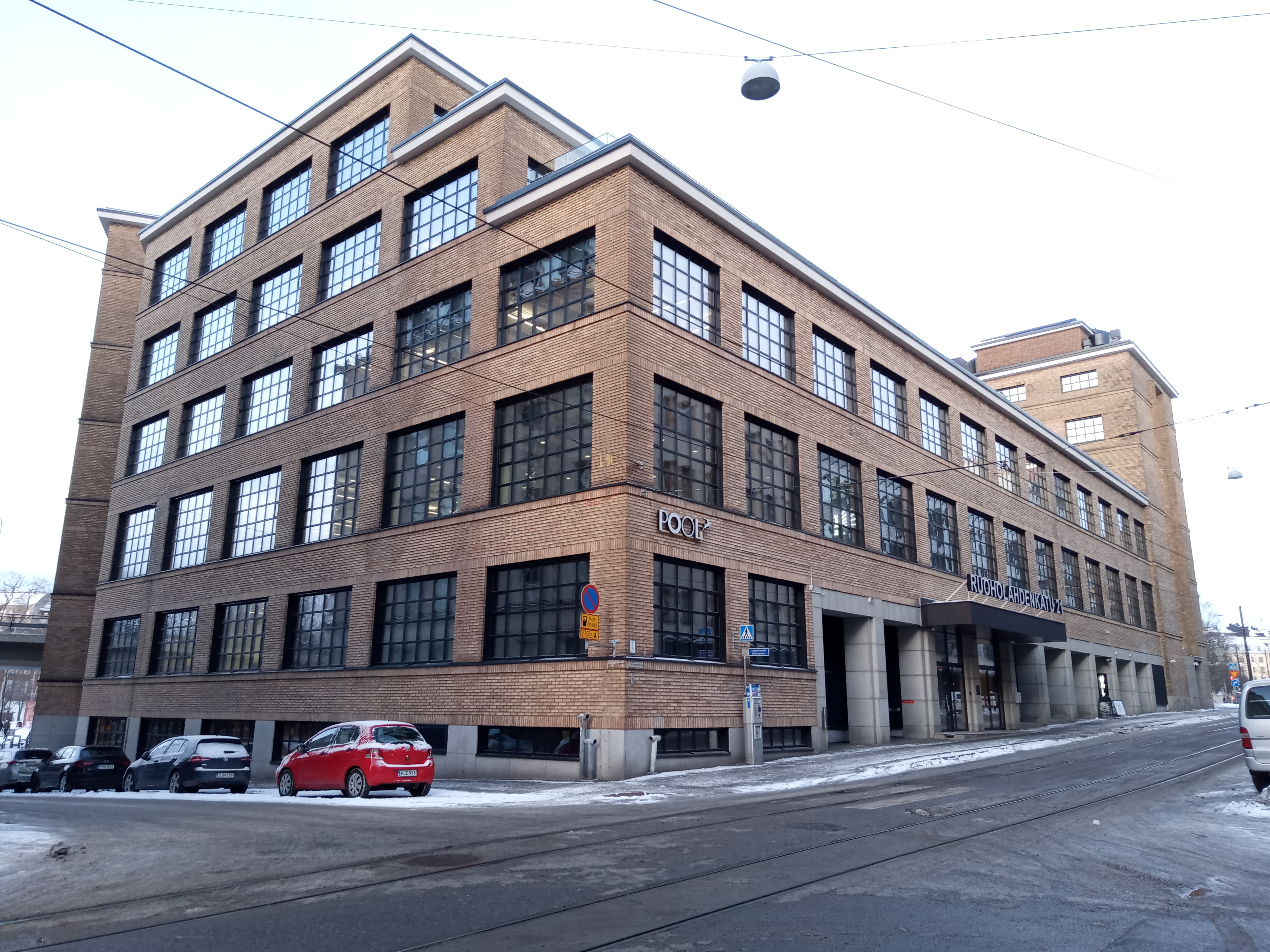
Ruoholahdenkatu 21.